# 瑪麗亞魮
瑪麗亞魮（学名：Barbus mariae）為輻鰭魚綱鯉形目鯉科的其中一個種。分布於非洲肯亞Athi與Tana河流域，體長可達34.2公分，可供食用。

## 扩展阅读
維基物種上的相關：瑪麗亞魮